# Styringomyia curvispina
Styringomyia curvispina is een tweevleugelige uit de familie steltmuggen (Limoniidae). De soort komt voor in het Oriëntaals gebied.